# Anghel Nicolau
Anghel Nicolau (în rusă Ангел Петрович Николау, Anghel Petrovici Nikolau) a fost un om politic basarabean, care a îndeplinit funcția de primar al orașului Chișinău în perioada 1855—1858.
A fost căsătorit cu fiica negustorului bulgar chișinăuean Chiril (Kalceo) Minkov (Кирилл / Калчо Минков) și sora lui Dimitrie Mincu, cel care a fost predesorul și succesorul lui Nicolau în funcția de primar al Chișinăului.
Fiica lui Anghel Nicolau, Anastasia Golovina (în prima căsătorie — Berlațkaia; 1850—1933) a fost un cunoscut medic-psihiatru, cu studii la Zürich și Paris; a participat la primul și al doilea Război Balcanic, dar și la Primul Război Mondial.